# К-51 (граната)
К-51 — советская ручная аэрозольная граната со слезоточивым газом нелетального действия. Разработана в конце 1970-х годов в СССР.
Корпус — из жесткого пластика с металлическим дном. Герметичный корпус наполнен порошкообразным сильно раздражающим веществом нелетального действия (вероятно, CS (IV) — 2-хлорбензальмалондинитрил).
Влияние гранаты К-51 значительно выше по сравнению с гранатами для разгона демонстрантов, поскольку была создана для военных и специальных служб.
После начала горения запала происходит реакция внутри гранаты; горящее вещество повышает давление внутри корпуса и выбивает дно гранаты, распыляя облако химического вещества.
Противник, попавший в аэрозольное облако, без противогаза не способен сопротивляться и вести огонь, поскольку руки рефлекторно тянутся к лицу, чтобы протереть глаза. Дыхательные пути пронизывает одышка с кашлем, носовые пазухи восполняют слизь.

## Применение
Сообщается, что граната применялась в Грузии (1989 в Тбилиси).
Видеобзор :
Газова граната К-51: Історія, будова та використання у сучасних умовах
1. 1 2  Газовая граната К-51. war-time. Дата обращения: 5 декабря 2022. Архивировано 5 декабря 2022 года.
2. ↑  Лев Федоров. От хлора и фосгена до «Новичка». История советского химического оружия. — 2022. — ISBN 5041529361. Архивировано 5 декабря 2022 года.